# Cartoline italiane
Cartoline italiane è un film del 1987 diretto da Memè Perlini.

## Trama
Vittorio è un programmista televisivo che vuole realizzare un servizio su Pola Mareschi, una grande attrice di teatro ritiratasi dalle scene. Decide di mandare la moglie Lidia, che di mestiere fa la fotografa, alla pensioncina in cui la donna vive, per intervistarla con un microfono nascosto. Lidia, che si è spacciata per un'attrice, rimane coinvolta dal folle ambiente teatrale, finendo col tradire il marito e scappando di casa.